# Mccarthyisme
Mccarthyismen – som i dag måske bedst beskrives som kommunistforskrækkelse – er et begreb der var med til at karakterisere USA i slutningen af 1940'erne og starten af 1950'erne : mistanken om at kommunister aktivt underminerede det amerikanske samfund. Den amerikanske senator Joseph McCarthy rejste i 1950 offentligt mistanke om omfattende kommunistisk infiltration af den amerikanske statsadministration. Siden er begrebet blevet brugt i andre sammenhænge end McCarthys kampagne.

## Anklagerne
Baggrunden for mccarthyismen var dels Den Kolde Krigs udvikling med bl.a. Berlinblokaden og Koreakrigen, dels afsløringerne af omfattende sovjetisk spionage i Canada og USA af hhv. den sovjetiske afhopper Igor Gouzenko og den tidligere sovjetiske spion Elisabeth Bentley. Da den højtstående embedsmand i det amerikanske centraladministration Alger Hiss tillige blev afsløret som spion i 1950, bredte frygten sig for, at Sovjetunionen drev omfattende spionage ved hjælp af ansatte i Udenrigsministeriet, fagforeninger mv.
Det fik den amerikanske senator Joseph McCarthy til at beskylde en lang række enkeltpersoner for at være kommunistiske spioner. Størstedelen af de anklagede var uskyldige, men det er vanskeligt at sige, hvor mange der blev anklaget under mccarthyismen. Antallet af mistænkte fængslede androg op til et par hundreder, mens flere tusinde blev blacklistet og mistede deres job pga. beskyldningerne.
I nogle tilfælde var blot det at blive indkaldt til afhøring af HUAC (House Un-American Activities Committee) eller en af de andre komiteer tilstrækkeligt for at blive fyret.
Mange af dem, der blev fængslet eller mistede deres arbejde og blev udspurgt af komiteer, havde faktisk en tidligere eller aktuel en forbindelse til enten det amerikanske kommunistparti CPUSA eller lignende foreninger. Mistanke om homoseksualitet var også en typisk grund til anklager.
I filmindustrien blev over 300 skuespillere, forfattere og direktøre nægtet arbejde i USA under den uofficielle Hollywood blackliste. Blacklister var i brug overalt i underholdningsindustrien, på universiteter og skoler på alle niveauer og i mange andre områder. Et sikkerhedsprogram sat i værk af den amerikanske kystvagt kort efter Koreakrigen, krævede en gennemgang af alle havnearbejdere, som arbejdede på amerikanske skibe, uanset last og destination. Som ved andre sikkerhedsgennemgange for mccarthyisme blev beskyldninger og deres natur holdt hemmelige for de pårørte. Næsten 3000 sømænd og havnearbejdere mistede deres job alene på grund af programmet.

## Afsløringer efter Den Kolde Krig
Med den Kolde Krigs afslutning og åbning af arkiver i både Øst og Vest har det vist sig, at en række af de personer, som McCarthy beskyldte for at være kommunister rent faktisk spionerede for Sovjetunionen. Bl.a. åbningen af det såkaldte Venona-arkiv har afsløret, at en række centrale personer, heriblandt ægteparret Rosenberg, Alger Hiss samt præsident Theodore Roosevelts personlige rådgiver Maurice Halperin var spioner.
Nogle personer som blev anklaget under mccarthyismen:
- Julius og Ethel Rosenberg
- Leonard Bernstein[4]
- Charlie Chaplin[4]
- Aaron Copland[4]
- Jules Dassin[4]
- W.E.B. DuBois[5]
- Langston Hughes[6]
- Arthur Miller
- J. Robert Oppenheimer[7]
- Paul Robeson[8]
- Pete Seeger[6]
- Orson Welles[9]

## Populærkultur
George Clooney producerede i 2005 filmen Good Night, and Good Luck som skildrer CBS-journalisten Edward R. Murrows afsløring af McCarthy og hans metoder. Mccarthyisme kan også opleves i Indiana Jones og Krystalkraniets Kongerige fra 2008 hvor dekan Charles Stanforth, der i forsøget på at beskytte Indiana Jones mod beskyldninger om kommunisme, siger op.

### Fodnoter
1. ↑  
Schrecker, Ellen (1998). Many Are the Crimes: McCarthyism in America. Little, Brown. s. pg. xiii. ISBN 0-316-77470-7. {{cite book}}: |pages= har ekstra tekst (hjælp)
2. ↑  
Schrecker, Ellen (2004). The Age Of McCarthyism: A Brief History With Documents. Palgrave Macmillan. s. pp 63-64. ISBN 0-312-29425-5. {{cite book}}: |pages= har ekstra tekst (hjælp)
3. ↑  
Schrecker, Ellen (1998). Many Are the Crimes: McCarthyism in America. Little, Brown. s. pg. 267. ISBN 0-316-77470-7. {{cite book}}: |pages= har ekstra tekst (hjælp)
4. 1 2 3 4  
Blacklisted in Hollywood; Dave Wagner & Paul Buhle (2003). Blacklisted: The Film Lover's Guide to the Hollywood Blacklist. Palgrave Macmillan. ISBN 1-4039-6145-X.
5. ↑  
Indicted under the Foreign Agents Registration Act;
Dubois, W. E. B. (1968). The Autobiography of W. E. B. Dubois. International Publishers. ISBN 0-7178-0234-5.
6. 1 2  
On the Red Channels blacklist for artists and entertainers; Schrecker, Ellen (2002). The Age of McCarthyism: A Brief History with Documents. Palgrave Macmillan. s. pg. 244. ISBN 0-312-29425-5. {{cite book}}: |pages= har ekstra tekst (hjælp)
7. ↑  
Security clearance withdrawn; Schrecker, Ellen (2002). The Age of McCarthyism: A Brief History with Documents. Palgrave Macmillan. s. pg. 41. ISBN 0-312-29425-5. {{cite book}}: |pages= har ekstra tekst (hjælp)
8. ↑  
Blacklisted, passport revoked; Manning Marable, John McMillian, Nishani Frazier, editors (2003). Freedom on My Mind: The Columbia Documentary History of the African American Experience. Columbia University Press. s. pg. 559. ISBN 0-231-10890-7. {{cite book}}: |author= har et generisk navn (hjælp); |pages= har ekstra tekst (hjælp)CS1-vedligeholdelse: Flere navne: authors list (link)
9. ↑  On the Red Channels blacklist of artists and entertainers: Schrecker (2002), p. 244.